# Benito Vicetto

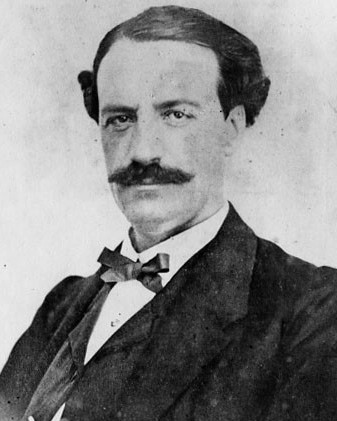
Benito Vicetto.

Benito Vicetto Pérez (Ferrol, La Coruña, 21 de mayo de 1824 - Ibídem, 28 de mayo de 1878), periodista, historiador, dramaturgo y novelista español. Fue militar, oficial de prisiones, director de la Real Casa de Moneda de Jubia y funcionario de Hacienda. 

## Biografía
Después de la muerte de su madre, se alistó en el ejército como voluntario y participó en la primera guerra carlista. En 1852 se traslada a La Coruña y es muy bien recibido en los círculos literarios por su producción literaria. Después de 1876 desempeñó la jefatura de un negociado en el Gobierno Civil hasta poco antes de su muerte.

## Obra literaria
Destacó sobre todo como historiador, con su obra en siete tomos Historia de Galicia (1865), que abarca desde la Prehistoria hasta el reinado de Isabel II. 
Prolífico autor literario en lengua española (en la que cultivó la poesía, la novela, el teatro y el ensayo), escribió en gallego tres poemas (un romance sin título, a Cantiga dos Borboriños y Ti e eu. Sono dunha noite de vrao). 
En su poesía ya se recrea el mundo fantástico que encontraremos posteriormente en Eduardo Pondal, y la utilización de topónimos como si fuesen nombres de personajes legendarios (trazo que encontraremos sistemáticamente en el poeta de Puenteceso). Publicó en 1864 El eco de mi amor y su gran recopilación de poesías en Ecos del alma (1869). Compuso el drama El Arquero y el Rey. 
Su producción novelística comienza en 1844 con la publicación de El caballero verde, novela caballeresca ambientada en el siglo XIV. En 1851 publicó una colección de leyendas titulada Crónicas españolas. Otras novelas destacables, muchas de ellas encuadradas en el género de la novela histórica, son Los Hidalgos de Monforte (1851) -historias del siglo XV-, Cristina (1852), Rogín Rojal o el paje de los cabellos de oro (1855) -ambientada en el siglo XI-, Víctor Basbén (1874), Magdalena (1861), El Lago de Limia (1861), Las tres fases de amor (1867), El conde de Amarante (1872), Los Reyes Suevos de Galicia y El Caballero de Calatrava. Por esta actividad novelística fue llamado por algunos "el Walter Scott de Galicia".

## Su relevancia
Vicetto dirigió El Clamor de Galicia y Revista de Galicia y se autoconsideraba el fundador del Regionalismo; es cierto que tuvo mucha importancia en el desarrollo de este movimiento ideológico en ese periodo. Además, fue fundamental para el (re)nacimiento de la historiografía gallega; aparte de su Historia de Galicia, hay que citar también una obra biográfica: su Vida Militar y Política de Espartero.